# 宣阿
宣阿（せんあ、正保4年（1647年）- ）は、江戸時代中期の武士、歌人。諱は景継（かげつぐ）。通称は三十郎・吉助・木工允。号は隣善・一枝軒・淵竜、歌号は梅月堂宣阿、法号は堯真。

## 略歴
周防国岩国に、吉川家家老の香川正矩の次男として生まれる。延宝元年（1673年）、京都に上京する。これ以降、約15年ほど京都文壇の儒学者として活動する。
貞享4年（1687年）2月、突如として出家し、時宗の僧侶となる。清水谷実業（三条西家一門）・中院通茂・武者小路実陰といった堂上歌人の指導を受け、二条派地下歌人として、京都梅月堂香川家始祖として認められた。一条烏丸の西入町に本拠を構えた。
元禄8年（1695年）に詠んだ「山々はまだ明けぬ夜の雲の上に白きを見れば雪の不二のね」の和歌が霊元院の目に留まり、「一条の今西行」と評された。
歌集に『水雲集』があり、当時の上方地下歌人としては突出した存在だった。
また、『陰徳太平記』の著者として有名である。同書の原典である『陰徳記』は、宣阿の父 香川正矩が執筆していたものである。父の遺志を継いだ景継は、京都に遊学した後も執筆を続け、享保元年（1716年）9月10日出版許可、享保2年（1717年）に出版となった。

## 著作
- 『陰徳記自序』
- 『陰徳太平記』
- 『草庵和歌集蒙求諺解』
- 『水雲集』